# 스넬의 창

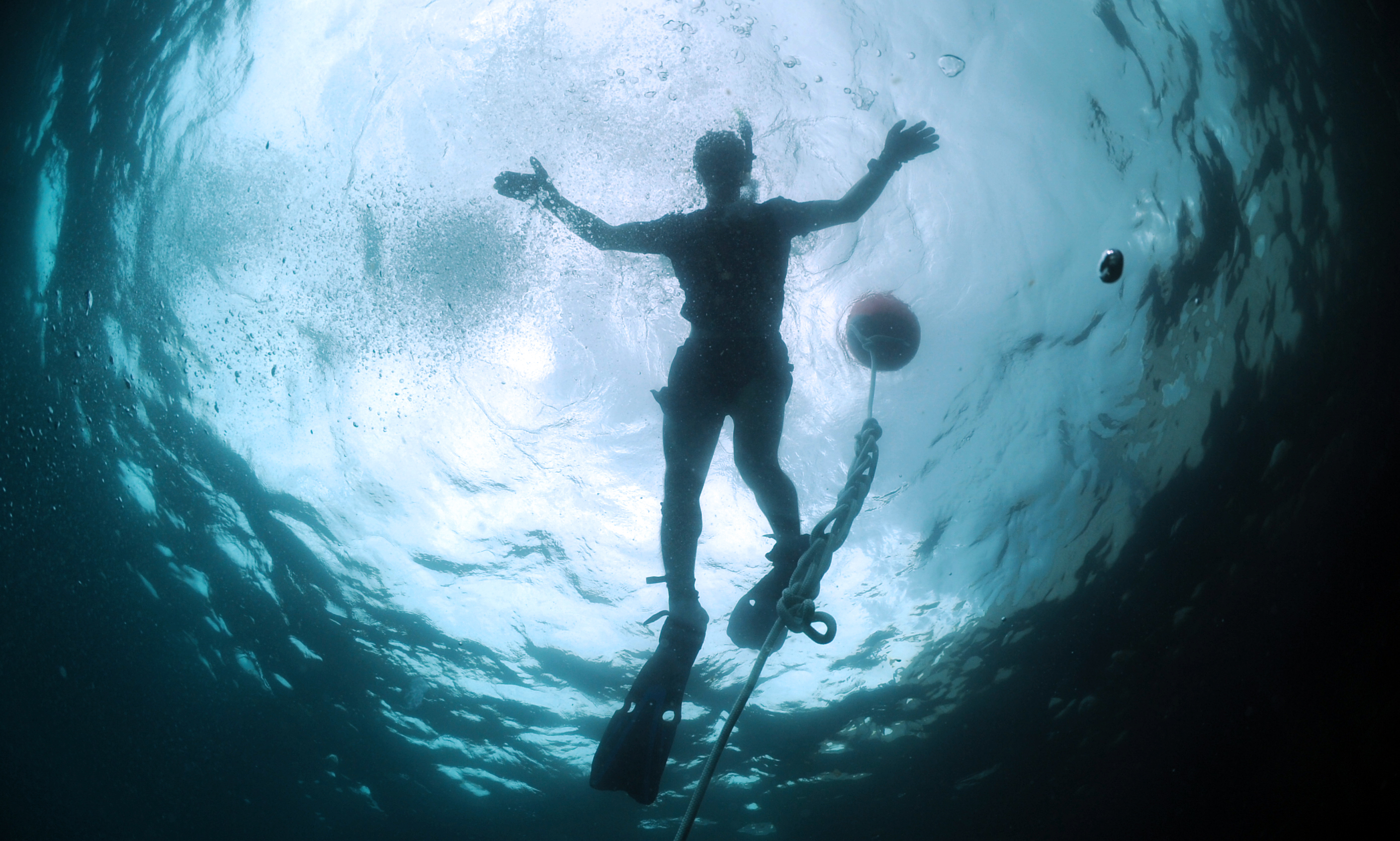
스넬의 창 속에 있는 다이버.

스넬의 창(Snell's window )또는 스넬의 원(Snell's circle), 혹은 광학적 맨홀(optical man-hall)은 물 속에서 바라보았을 때 수면 위의 모든 것들이 약 97도로 열린 원뿔 속에 들어가 있는 것처럼 보이는 현상이다. 이 현상은 빛이 스넬의 법칙에 따라 굴절하기 때문으로, 스넬의 창 바깥 영역은 완전히 검게 보이기도 하고 물에 있는 물체가 수면에서 전반사되어 보이기도 한다.
수중 촬영을 할 때 위 사진과 같이 피사체를 스넬의 창 속에 넣기도 하는데, 이렇게 하면 피사체에 역광이 생겨 피사체가 주목되도록 할 수 있다.

## 이미지 예
이상적인 상황에서는 수평선을 포함한 수면 위의 모든 것이 원 안에 갇힌 것처럼 보인다. 공기와 물의 경계에서의 굴절로 의해 스넬의 창은 수면 위의 180°의 경치를 약 97°로 압축하여 어안 렌즈로 찍은 것과 비슷하게 보이도록 한다. 밝기는 원주(수평선)에 가까워질수록 어두워져 0에 도달하게 되는데, 입사각이 90°에 가까운 빛은 대부분이 굴절광이 아닌 반사광이 되기 때문이다 (프레넬 방정식 문서 참조).